# ألكوليتشا
بلدية القُلَيعة أو (نقحرة: ألكوليتشا) (بالإسبانية: Alcolecha) هي بلدية تقع في مقاطعة لقنت التابعة لمنطقة بلنسية شرق إسبانيا.

## الديموغرافيا
بلغ عدد سكان بلدية القُلَيعة 193 نسمة عام 2011 (وفقاً للمعهد الوطني الإسباني للإحصاء).
| 294 | 271 | 245 | 228 | 219 | 206 | 193 |